# Ulas Samtschuk

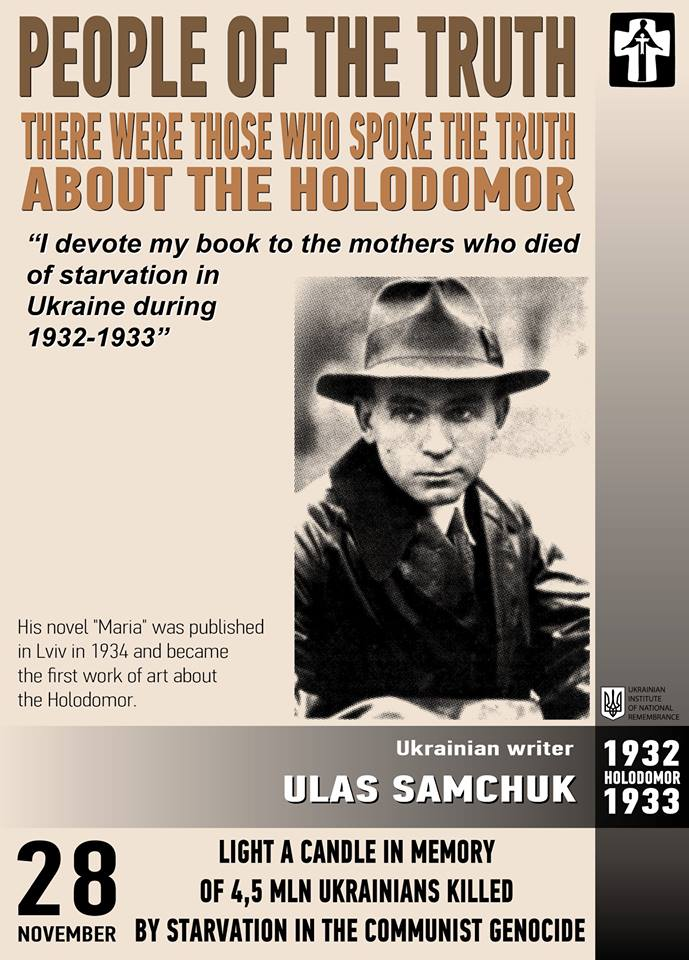
Poster mit Ulas Samtschuk – Menschen der Wahrheit. Es waren solche, welche die Wahrheit über den Holodomor sagten.

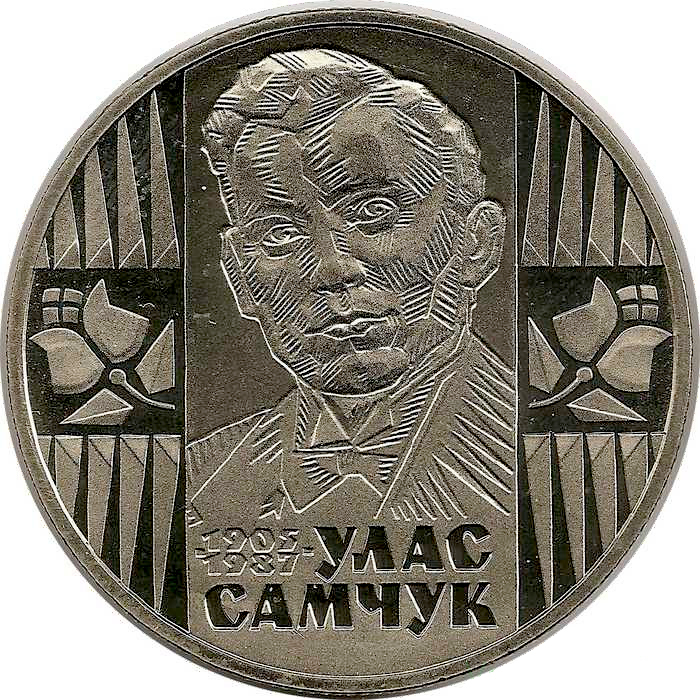
Konterfei von Ulas Samtschuk auf einer 2-₴-Gedenkmünze

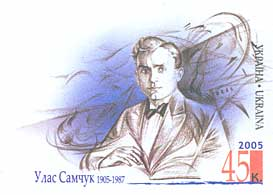
Ukrainische Briefmarke von 2005 mit Ulas Samtschuk

Ulas Oleksijowytsch Samtschuk (ukrainisch Улас Олексійович Самчук; * 7. Märzjul. / 20. März 1905greg. in Derman, Gouvernement Wolhynien, Russisches Kaiserreich; † 9. Juli 1987 in Toronto, Kanada) war ein ukrainischer Schriftsteller, Journalist und Essayist. Er war Mitglied der Organisation Ukrainischer Nationalisten und ein Nazi-Kollaborateur, der für eine antisemitische Zeitung schrieb.

## Leben
Samtschuk kam im Dorf Derman im heutigen Rajon Sdolbuniw der ukrainischen Oblast Riwne zur Welt und besuchte in Kremenez das Gymnasium.
Nachdem Wolhynien in Folge des Ersten Weltkrieges unter polnische Herrschaft gekommen war, fühlte sich Samtschuk zunehmend diskriminiert und beschloss im Juli 1924 illegal über die Grenze in die neu gegründeten Sowjetukraine zu gelangen, wurde jedoch erwischt und kam wegen illegalem Grenzübertritt ins Gefängnis. Nach Strafverbüßung setzte er seinen Schulbesuch am Gymnasium fort. 1926 begann er mit Veröffentlichungen von Kurzgeschichten seine literarische Laufbahn. Aufgrund seiner Haftstrafe bedingtes höheren Alter wurde er in die polnische Armee zum Dienst in der Stadt Tarnów eingezogen, bevor er die Schule beenden konnte.
1927 desertierte er, floh nach Deutschland und studierte zunächst an der Universität Breslau sowie, nachdem er 1929 in die Tschechoslowakei gezogen war, bis 1931 an der ukrainischen Freien Universität in Prag. In Prag heiratete er Marjia Zots und nahm am kulturellen Leben der ukrainischen Exilgemeinde, darunter Oleksandr Oles und dessen Sohn Oleh Olschytsch, Dmytro Doroschenko, Stepan Smal-Stozkyj und Jewhen Konowalez, teil.
Sein 1934 erschienener Roman Marjia hatte thematisch den Holodomor zur Grundlage. Ebenfalls 1934 erschien der erste Band seiner Trilogie Wolyn. Hierfür erhielt er einen Literaturpreis sowie die Nominierung für den Literatur-Nobelpreis.
1938 begab sich Samtschuk in die Karpatenukraine, wo er sich in Reden für deren Unabhängigkeit einsetzte. Aufgrund dessen wurde er verhaftet und inhaftiert, konnte jedoch entkommen und nach Prag zurückkehren. Zwischen 1941 und 1943 war er in Riwne Redakteur der Zeitung Wolhynien. In zweiter Ehe heiratete er die Filmschauspielerin Tetiana (Tania) Fedorivna Prakhova († April 1990), nachdem er den Kontakt zu seiner ersten Frau in den Kriegswirren verloren hatte. 1944 flüchtete er nach Deutschland, wo er zwischen 1945 und 1948 die literarisch-künstlerische Organisation MUR leitete. 1948 emigrierte Samtschuk nach Kanada, wo er langjähriger Leiter der kanadischen Tochtergesellschaft der Vereinigung der ukrainischen Schriftsteller in Exil wurde.  Die Zeit in Kanada gehörte zur fruchtbarsten seines Lebens und die ukrainische Diaspora veröffentlichte regelmäßig seine Werke. Seine letzten Lebensjahre litt Samtschuk an Arthritis und war auf einen Rollstuhl angewiesen. Er starb in Toronto und wurde in Oakville südlich von Toronto beerdigt.

## Werke
- Волинь, 1932–1937 (Wolyn)
- Кулак, 1932 (Kulak)
- Гори говорять, 1934 (Hory howorjat)
- Марія, 1934 (Marija)
- Юність Василя Шеремети, 1946–1947 (Junist Wassilja Scheremety)
- Морозів хутір, 1948 (Morosiw chutir)
- Темнота, 1957 (Temnota)
- Втеча від себе (Wtetscha wid sebe)
- Нарід чи чернь? (Narid tschy tschern)
- П'ять по дванадцятій, 1954 (Pjat po dwanadzjatij)
- На білому коні, 1956 (Na bilomu koni)
- На коні вороному (Na koni woronomu)
- Чого не гоїть огонь, 1959 (Tschoho ne hojit ohon)
- Куди тече та річка? (Kudy tetsche ta ritschka)
- На твердій землі, 1967 (Na twerdij semli)
- Планета Ді-Пі (Planeta Di-Pi)

Quelle:

## Ehrungen
Die ukrainische Nationalbank gab 2005 zu seinem 100. Geburtstag eine Zwei-Hrywnja-Gedenkmünze mit seinem Konterfei und die ukrainische Post eine Briefmarke zu seinem Gedenken heraus.
Im selben Jahr wurde zum Jubiläum vor dem Dramentheater in Riwne ein Denkmal ihm zu Ehren errichtet. Ein weiteres Denkmal befindet sich in Sdolbuniw nahe seinem Geburtsort. Des Weiteren gibt es mehrere Museen in der Ukraine, die sich ihm und seinem Werk gewidmet haben und es wurden mehrere Straßen und die von ihm besuchte Schule in Kremenez nach ihm benannt.